# Autostrada del Sole
De Autostrada del Sole (Autosnelweg van de Zon) is een autosnelweg die van het noorden naar het zuiden van Italië loopt, over een lengte van ongeveer 1250 kilometer. De weg begint in Milaan en loopt daarna via Florence, Rome en Napels naar Reggio Calabria. De autosnelweg heeft twee verschillende wegnummers. Tussen Milaan en Napels heet de weg A1. Tussen Salerno en Reggio Calabria werd de vroegere Autostrada del Sole A3 omgedoopt tot A2 met de nieuwe naam Autostrada del Mediterraneo. Voordat de oostelijke omlegging van Rome in 1988 werd voltooid, had de weg tussen Rome en Napels ook nog het nummer A2.
De naam van de weg geeft aan dat de weg richting het zonnige zuiden loopt. Daarmee is de weg vergelijkbaar met de Autoroute du soleil in Frankrijk en de Autostrada Soarelui in Roemenië.